# Twilight (Kantxeli)
Twilight per a dos violins (o violí i viola) i orquestra de corda (amb sintetitzador) va ser compost per Guia Kantxeli el 2004. La primera interpretació va tenir lloc el 27 de gener de 2005 a Salzburg, amb Gidon Kremer i Thomas Zehetmair (violins) i la Kremerata Baltica, dirigits per Gidon Kremer. Va ser un encàrrec de la Internationale Stiftung Mozarteum i la va dedicar a Julia i Serguei Mironov. Té una durada d'uns 25 minuts.
Pel que fa al significat del títol —d’una natura marcadament mística—, el compositor, que en aquell moment residia a Anvers, va explicar: «Sempre que alço la mirada des del meu escriptori a Anvers, em trobo amb uns alts i inusualment bells pollancres. Segons l’estació de l’any, canvien d’aspecte: cap al final de l’estiu, estan cobertes d’un ‘tapis’ verd i dens; però ja a finals de la tardor, més enllà de l’esclat sobtat de colors, s’hi comencen a obrir els primers espais de llum, que amb l’arribada de l’hivern s’eixamplen gradualment, fins que a través de les branques nues es dibuixa una perspectiva que sembla perdre’s en l’infinit. Després d’haver superat una malaltia greu, aquests prodigis de la natura em fan pensar inevitablement en la vida humana. Normalment, no prestem gaire atenció als problemes de salut. Però de sobte, podem veure’ns amenaçats per un perill real, quan la vida —figuradament— penja d’un fil, i només una confluència de circumstàncies ens permet continuar vivint, tot i que, a diferència dels meus pollancres, només sigui temporalment. Aquestes reflexions van precedir la meva feina en aquesta obra encarregada des de Salzburg, a la qual, per tant, no vaig donar el títol Twilight (crepuscle) per casualitat.»
La inspiració principal va ser el violinista Gidon Kremer, una figura destacada dins l’entorn musical del compositor georgià.